# Cronologia disidenței anticomuniste în România

## Cronologie sumară a disidenței românești
14 noiembrie 1946 - Într-o cuvântare precedând alegerile, Gheorghe Gheorghiu-Dej, viitor lider de partid și de stat, avertizează că "programul lui nu reprezintă o soluție de continuitate cu tradiții culturale". Vor urma, pe măsura acaparării puterii, confiscări și arderi de biblioteci, avalanșe de broșuri cu Publicații scoase din circulație până la data de..., trimise ritmic directorilor de biblioteci din toată țara, ediții succesive ale Codului Penal, conținând prevederi privind "propaganda împotriva ordinii sociale", apoi, când societatea își revine după șoc și ripostează, episoade represive produse de încălcarea programului anunțat.
1948-1953 - Arestarea unui mare număr de oameni de toate categoriile socio-profesionale. Din experiența lor carcerală vor rezulta lucrări care n-au văzut lumina tiparului decât după 1989, dintre care cea mai completă și notorie este „Închisoarea noastră cea de toate zilele“ a lui Ion Ioanid, socotită pe drept cuvânt sinteza literar-memorialistică a gulagologiei românești, dar și alte numeroase lucrări.
17 septembrie 1951 - Tribunalul Militar București pronunță sentința în Procesul spionilor Vaticanului. Trei episcopi catolici (Joseph Schubert, Augustin Pacha și Adalbert Boroș) precum și alți înalți clerici ai Bisericii Romano-Catolice din România sunt condamnați la închisoare pe viață, respectiv la alte pedepse grele.
1953 - Unicul gest notoriu al momentului privind destalinizarea schițat în lumea românească, întreprins de un vechi ilegalist, Alexandru Jar, este criticat aspru și sancționat prin marginalizarea rebelului. Despre epocă, numită de unul dintre protagoniștii ei "obsedantul deceniu", s-au scris ulterior cărți de memorialistică, de căutat în bibliografia unor: Nina Cassian, Maria Banuș, Alexandru George, Nicolae Carandino, Marin Preda, rămase în sertare, dar și romane, parțial "adevărate", atent controlate de cenzură, publicate toate între 1965-1989.
Aprilie 1954 - Procesul lui Lucrețiu Pătrășcanu, cunoscut lider comunist, fost ministru al Justiției. Acuzatul principal e condamnat la moarte și executat, iar alții vor ispăși pedepse grele. Ulterior, ei vor da lucrări de sertar, foarte cunoscute după 1989: Lena Constante, „Evadarea tăcută“, Bellu Zilber, „Monarhia de drept dialectic“, ediția I, „Actor în procesul Pătrășcanu“, ediția a II-a.
1956-1961 - Ca urmare a Revoluției din Ungaria, un număr de intelectuali, în majoritate studenți, compun și difuzează texte de adeziune. Sunt condamnați la închisoare (Paul Goma, Alexandru Ivasiuc, Alexandru Mihalcea). Alte valuri de arestări, sub acuzații variate, precedă sau urmează același eveniment, cuprinzându-i pe unii membri ai fostului "Cerc de la Sibiu" (Ion Negoițescu, Nicolae Balotă, Ion Desideriu Sârbu), sau oameni fără o apartenență politică anume (Teohar Mihadaș, Adrian Marino). Toți vor scrie ulterior cărți, meditând asupra experienței de închisoare.
1957 - Tribunalul Militar din Cluj îl condamnă pe mitropolitul Alexandru Rusu la 25 de ani de muncă silnică, „pentru instigație și înaltă trădare”. Acesta redactase în anul 1956 împreună cu episcopii Iuliu Hossu și Ioan Bălan un memoriu în care ceruse repunerea în drepturi a Bisericii Române Unite cu Roma.
12 februarie 1959 - Condamnarea, în baza articolului 209 CP, ulterior 167, a peste 20 de intelectuali, printre care Ecaterina Bălăcioiu-Lovinescu, profesoară, Dumitru Banu, ziarist, Ion Caraion, poet, pentru difuzarea de „înscrisuri dușmănoase”: poeme sosite din străinătate, scrisori etc. Va relata experiența de închisoare, din exilul lui de mai târziu, Ion Caraion.
1 martie 1960 - Sentința în procesul Noica-Pillat, judecat de Regiunea a II-a Militară București, în care principalele capete de acuzare fuseseră legate de producerea și răspândirea a ceea ce ulterior s-a numit samizdat (Povestiri despre om, eseu filozofic de Constantin Noica, și Așteptând ceasul de apoi, roman al lui Dinu Pillat) și a scrierilor dușmănoase ale românilor din exil Emil Cioran, Mircea Eliade, Vintilă Horia etc.
Condamnările celor 23 de inculpați au mers de la 7 ani la 25 de ani de temniță. Unii dintre cei condamnați vor scrie ulterior lucrări de sertar, relatând experiența carcerală și publicate după 1989: Nicolae Steinhardt: Jurnalul fericirii, Alexandru Paleologu: Sfidarea memoriei, Constantin Noica: Rugați-vă pentru fratele Alexandru etc.
1971 - Nicolae Ceaușescu enunță „Tezele din iulie”, ansamblu de directive reglementând strict activitatea de creație din Romania, și declanșează, după model asiatic, minirevoluția culturală.
1972 - În lumina acestor teze, piesa „Revizorul“, pusă în scenă la București de regizorul Lucian Pintilie, este interzisă. Urmarea este că până în 1989 artistul își va continua creația aproape exclusiv în străinătate, cu un scurt episod când realizează, spre a fi și acesta oprit, filmul „De ce trag clopotele, Mitică?“ (1981).
Martie 1975 - Securitatea din Cluj îl avertizează pe Teohar Mihadaș (deținut politic între 1949-1956) că difuzarea spre lectură a manuscrisului său „Memoriile unui deținut politic“, cu conținut ostil, constituie infracțiune. Cartea va apărea în 1990 cu titlul „Pe muntele Ebal“.
aprilie 1975 - Devenit redactor șef al revistei franceze „Cahiers de l'Est“, lui Dumitru Țepeneag, prozator, i se retrage cetățenia, pentru vina de a fi "acționat sub diferite forme", incitându-i pe scriitorii români să scrie "lucrări cu conținut potrivnic politicii culturale a partidului nostru și să le trimită pe căi ilegale în străinătate". Unele din lucrările ulterioare ale prozatorului fac referiri la această perioadă.
Octombrie 1975 - Scriitorul William Totok, membru al Grupului de Acțiune Banat (Aktionsgruppe Banat) este arestat, fiind acuzat de propagandă împotriva orânduirii socialiste. Grupul scriitorilor din Timișoara se va desființa în urma presiunilor Securității.
Octombrie 1976 - Psihiatrul Ion Vianu publică, în „Viața Românească“, un articol în care denunță abuzurile psihiatrice din România. Câteva luni mai târziu se va solidariza cu Paul Goma, iar peste un an va fi silit să se exileze.
1977 - Începe disidența lui Mihai Botez, matematician, manifestată prin scrisori publicate în presa străină, citite la „Europa Liberă“, adresate direct conducerii de partid și de stat din RSR. După ce este dat afară din serviciu, apoi mutat disciplinar la Tulcea, se stabilește în SUA ca refugiat politic. Ca specialist a publicat numeroase cărți, post-revoluție i-au apărut analize ale comunismului românesc („Intelectualii din Europa de Est“, printre altele).
Ianuarie 1977 - Începe disidența lui Paul Goma, fost deținut și deportat politic în primul deceniu de comunism, autor deja al multor înscrisuri dușmănoase, refuzate sistematic de cenzură. Este expulzat din țară în noiembrie același an.
5 iunie 1977 - Grupul compus din Dan Niță, Radu Negrescu-Suțu, Ioan Marinescu, Raymond Păunescu și Nicolae Windisch, întocmește un Protest împotriva nerespectării Drepturilor omului în România în care revendicau, pentru ei și generațiile viitoare, drepturile omului și libertățile fundamentale, inclusiv libertatea de gândire și de conștiință, dreptul oricărui cetățean de a nu trebui să sufere din cauza opiniilor sale, egalitatea în drepturi a tuturor cetățenilor, întrucât unii sunt deasupra legilor, dreptul la libera circulație a cetățenilor, condiție impusă țărilor care vor să beneficieze de clauza națiunii cele mai favorizate etc. A doua zi după apariția Protestului în presa occidentală cei cinci protestatari erau arestați și condamnați la un an de muncă forțată la Canalul Dunăre-Marea Neagră, în urma ordinelor venite direct de la Ceaușescu. Neacceptând sentința condamnării și refuzând să muncească pe șantier, cei cinci intră în greva foamei pe data de 23 august 1977, grevă ținută efectiv aproape o săptămână, în detenție în Beldiman, Rahova și la Canal, în condiții de intensă tortură fizică și psihică din partea Securității. La sfârșitul anului, în urma presiunilor exercitate asupra lui Ceaușescu de către președintele SUA de atunci, Jimmy Carter, și organizația Amnesty International, cei cinci protestatari au fost liberați, achitați și expulzați pe rând din România.
2 august 1977 - Greva minerilor din Valea Jiului din 1977, declanșată la Lupeni și extinsă apoi în toată Valea Jiului la care au participat circa 10.000 de mineri. Liderii grevei sunt deportați. Cu excepția grupului din jurul lui Paul Goma, acțiunea minerilor, izolată prompt și eficient, nu se bucură de ecou în rândurile intelectualilor. A devenit subiect al câtorva reconstituiri istorice ulterioare.
Noiembrie 1977 - Securitatea de la București trimite un comando care o agresează cu deosebită violență pe Monica Lovinescu în fața locuinței sale de la Paris, drept avertisment pentru sprijinul acordat disidenților (în special, în acel moment, lui Paul Goma), prin emisiunile ei de la Radio Europa Liberă. Va publica după 1989 cărți relatând această experiență.
1977 - Intră în atenția opiniei publice cazul muncitorului Vasile Paraschiv din Ploiești, protestatar încă din anii '60, arestat și supus unui tratament psihiatric, autor al unei scrisori deschise de peste 350 de pagini adresată lui Nicolae Ceaușescu.
1978 - "Grupul celor 15" - În lunile ian., feb., martie, s-a format în București acest grup de demonstranți disidenți. Au demonstrat cu lozinci și pancarte, în centrul Capitalei, la domiciliile lor și în fața sediului Serviciului de Pașapoarte pentru nerespectarea dreptului de circulație prevăzut de drepturile fundamentale ale omului și anume eliberarea pașapoartelor. Înainte de începerea demonstrațiilor au cerut sprijinul Ambasadei SUA prin luarea în evidență de domnul Consul de atunci, domnul Linch, concomitent și cu sprijinul postului  Radio Europa Liberă, care difuza seară de seară despre demonstrațiile făcute, arestări, urmăriri, filaje ale Securității, ascultarea telefoanelor, agresări fizice. Membri Grupului au fost: VASILESCU VALENTIN, POPESCU IONEL, SLAVE IOANA, SMARANDACHE GHEORGHE, PAUNA VIOREL, PAUNA CONSTANTIN, OPRICAN GHEORGHE, LACATUS ALEXANDRU, STAN PETRU, STAN GOGU, și alții. Lucrători ai Serviciului de Pașapoarte și Securitate îi sfătuiau să renunțe la cetățenia română, cu promisiunea că vor primi pașapoartele mai repede. O parte dintre membri au și renunțat la cetățenie. Într-un târziu, după multe persecuții s-a permis eliberarea pașapoartelor și toți au ieșit din țară. Legătura demonstranților cu Radio Europa Libera s-a ținut și cu ajutorul Domnului (disident politic anterior) GINEL LONGIN-ANGHELACHE, fost prieten român al Grupului care era deja stabilit în Köln, Republica Federală a Germaniei.
4-11 septembrie 1978 - Începe disidența lui Victor Frunză, autor al „Istoriei stalinismului în România“, lucrare de sertar elaborată în România. Și el va fi obligat să părăsească țara.
1979 - M. Nițescu, istoric literar, scrie lucrarea „Sub zodia proletcultismului“, Dialectica puterii, care face apoi obiectul unui șir lung de memorii, scrisori, cereri, proteste adresate la toate forurile care resping publicarea ei. Va vedea lumina tiparului abia după 1989, când autorul nu mai există.
1979 - Înființarea Sindicatului Liber al Oamenilor Muncii la București și Turnu Severin și alte orașe din țară de către dr. Ionel Cană și ing. Gheorghe Brașoveanu. Inițiatorii mișcării și membrii ei sunt arestați și izolați. Subiectul n-a fost încă valorificat istoriografic și nici memorialistic, în toată anvergura lui.
1980 - Părăsește definitiv țara Oana Orlea, scriitoare, fostă deținută politic (1952-1954), autoare a unor cărți de sertar aparute în Franța, iar în țară după 1989.
August 1980 - Plecarea din țară a lui Ion Caraion, poet, fost deținut politic.
August 1980 - Lucian Pintilie îi scrie lui Ilie Rădulescu, demnitar înalt al PCR, o scrisoare referitoare la interzicerea filmului său „De ce trag clopotele, Mitică?“ 50 de copii ale scrisorii le răspândește printre intelectuali. (Episodul e relatat în Bricabrac, lucrare memorialistică a artistului, apărută după 1989).
27 ianuarie 1982 - Romanul „Micelii“ al lui Alexandru Papilian, elaborat între 1976-1978, este oprit în tipografie pentru a i se înlocui, la cererea Consiliului Culturii și Educației Socialiste și a secției de presă a CC, două pagini. Difuzarea unei cantități din tiraj fără înlocuirea necesară a provocat o anchetă a Securității.
Februarie-mai 1982 - Scandalul "Mișcarea transcendentală", vastă represiune ideologică îndreptată împotriva intelectualilor.
1982-1989 - Își începe disidența doamna Doina Cornea, profesoară la Facultatea de Filologie din Cluj. Textele ei vor apărea în cele câteva cărți publicate de autoare după 1989.
Alte scrisori sunt adresate periodic lui N. Ceaușescu de Ion (Oni) Brătianu, fiul ultimului președinte al PNL, Constantin I. C. Brătianu.
1982-1983 - Tânărul inginer Radu Filipescu distribuie mii de manifeste împotriva lui N. Ceaușescu în cutiile poștale ale blocurilor din București. Este condamnat la 10 ani închisoare și internat la penitenciarul Aiud. Experiența lui va fi reprodusă în cartea „Jogging cu Securitatea“ a autoarei germane Herma Kopernik-Kennel, apărută după căderea regimului.
În anii '80 împărțirea de manifeste îmbracă forme extrem de originale: valize cu carbid care explodează, câini îmbrăcați în lozinci, lipire de manifeste în cabinele de telefon, aruncare de manifeste de pe terasele blocurilor, lozinci scrise pe ziduri, scrisori adresate unor ziare (Ion Ilie din Pitești, Florin Vlăsceanu, Ion Neacșu, Iulius Filip, Victor Totu din Târgoviște, Gheorghe Gherghina, Nicolae Ionel și Ion Drăghici din București sunt condamnați la închisoare între 6 și 10 ani).
1983 - Dumitru Iuga, tehnician la Televiziunea Română, organizează împreună cu alți șase tineri "Mișcarea pentru libertate și dreptate socială". Sunt condamnați, sub învinuirea de "complot împotriva orânduirii sociale", la pedepse de până la 10 ani închisoare, pe care le execută la Rahova, Aiud, Jilava. Experiența lor a fost relatată într-o carte aflată sub tipar a lui Dumitru Iuga.
Ianuarie 1983 - Este oprit de cenzură filmul „Glissando“ al lui Mircea Daneliuc. Acesta protestează printr-o scrisoare adresată mai multor reviste, împotriva "îmbunătățirii cu foarfece" a filmelor.
Mai 1984 - Dorin Tudoran, ziarist și poet, cere plecarea din țară din cauza condițiilor economice, politice și de creație, amenințând cu difuzarea unei scrisori deschise la „Europa Liberă“. Atitudinile lui contestatare durează din 1976, spun documentele Securității. Din acest moment izolarea scriitorului este totală. Printre alte scrieri, „Kakistokrația“, publicată post-decembrist, dă seama de perioada respectivă.
Septembrie 1984 - Bujor Nedelcovici retrage de la Editura Albatros romanul „Ereticul îmblânzit“, nefiind de acord cu recomandările conducerii acesteia "să plaseze acțiunea într-o țară din perioada dictaturilor fasciste, (înainte de 1940), să scoată din roman asemănările cu realitatea românească (ca nume sau denumiri de localități) și ideile în legătură cu formarea omului nou și să accepte apariția romanului în colecția „Fantastic Club“. În mai 1985, Securitatea semnalează apariția lucrării sale în Franța, unde autorul o scosese ilegal.
Decembrie 1984 - Apariția, în revista „Amfiteatru“ (redactor Constanța Buzea), fără acordul cenzurii, a patru poeme de Ana Blandiana, ce vor marca începutul izolării acesteia. „Sertarul cu aplauze“, lucrare de sertar, va relata experiența.
22 decembrie 1984, are loc vizionarea internă la Casa Scînteii a filmului Sezonul pescărușilor, scenariul Constantin Munteanu (romancier, dramaturg, scenarist, fizician la Săvinești), regia Nicolae Oprițescu; un film despre furtul tezelor de doctorat în Chimie, având ca plan doi (supratemă) România văzută ca un vast sanatoriu. Filmul este interzis, iar scenaristul Constantin Munteanu este anunțat de Dumitru Matală, director al casei de Filme 3, că următorul scenariu, Urgența, care trebuia să intre în producție avându-l ca regizor tot pe N. Oprițescu, își poate continua drumul dacă scenaristul acceptă un alt regizor. Scenaristul nu acceptă. Din 1985, filmul Sezonul pescărușilor are o istorie zbuciumată, două romane ale lui C. Munteanu - Teona și Sfârșitul înserării - sunt oprite personal de Dulea. Filmul este salvat de la măcelărire printr-o acțiune judecătorească, avocată fiind Yolanda Eminescu, și este pus sub sechestru la Buftea. Iese pe ecrane în septembrie 1990, ia Marele Premiu al Cinematografiei Române pe anul 1990, și este uitat complet, cauza fiind ostracizarea regizorului, care a deranjat pe foarte mulți, pe care i-a tot invitat să semneze alături de el și de scenarist memorii pentru salvgardarea cinematografiei române, până în 1988, când a plecat în Franța, renunțând chiar să mai facă vizionarea la piesa de teatru Șerifii sau nimic despre sânziene a lui Constantin Munteanu, pusă în scenă la Teatrul Tineretului din Piatra Neamț (mai-iunie 1977) cu Maia Morgenstern și Claudiu Istodor.
Ianuarie 1985 - Scrisoare adresată de poetul Dan Deșliu Comitetului Municipal București al PCR. Cu el s-au solidarizat Mircea Dinescu și Dorin Tudoran.
Mai 1985 - Într-o ședință de Consiliu de conducere al Uniunii Scriitorilor, în ciuda opoziției președintelui în funcție, Dumitru Radu Popescu, Dan Deșliu citește un protest al lui Dorin Tudoran, aflat în greva foamei.
13 mai 1985 - „Europa Liberă“ transmite textul "Fapt divers în România", comentariu ostil al lui Emil Hurezeanu în care, cu expresia din rapoartele Securității, acesta "reinterpretează idei strecurate în presa noastră". Măsura Securității: reinstruirea surselor din redacții în sensul întăririi vigilenței pentru a le semnala "ideile sau expresiile susceptibile de intepretări tendențioase".
1980-1985 - Mihai Stănescu, membru UAP și al PCR, expune în țară și în străinătate, obținând peste 20 de premii internaționale, caricaturi cu un caracter pronunțat "interpretabil". Își rezolvă problema pașaportului, care din când în când i se refuză, amenințând cu greva foamei, cu proteste internaționale, cu renunțarea la calitatea de membru PCR. În februarie 1983, i se interzice difuzarea catalogului și i se scot unele caricaturi din expoziția de la sala Eforie din București. În toamna aceluiași an obține editarea unui album prin aceleași mijloace.
Iulie 1985 - Sub presiunea opiniei publice internaționale, îi este permisă plecarea din țară preotului Gheorghe Calciu-Dumitreasa, vechi protestatar și fost deținut politic, și scriitorului Dorin Tudoran.
17 noiembrie 1985 - Este ucis în arestul Securității din București inginerul și poetul Gheorghe Ursu, aflat de mai multe luni în anchetă, pentru textul unui jurnal intim scris pe parcursul a 15 ani și pentru scrisori trimise la „Europa Liberă“. Jurnalul acestuia nu va fi niciodată recuperat de la Securitate.
1985-1988. Acțiunile protestatare, prigoana și plecarea din țară a membrilor „Aktionsgruppe Banat“ (William Totok, Richard Wagner), a scriitoarei Herta Müller, viitoarea laureată a Premiului Nobel pentru Literatură (în 2009) ș.a.
1986-1989. În 1985 diplomatul Dumitru Mazilu este numit Raportor special asupra drepturilor omului de către Subcomisia Națiunilor Unite pentru Combaterea Discriminării și Protecția Minorităților, cu sediul la Geneva. Informate de către serviciile secrete cu privire la intenția lui Dumitru Mazilu de a-și publica raportul, autoritățile de stat din România îi interzic să părăsească țara pentru a-și prezenta raportul la Geneva. Începând din 1986, Dumitru Mazilu este pus sub stare de arest la domiciliu . Diplomatul român va reuși totuși să-și trimită clandestin Raportul în Occident, care va fi publicat pe data de 10 iulie 1989 ca document oficial ONU . Raportul este extrem de critic cu privire la situația drepturilor omului din România . În noaptea de 21 spre 22 decembrie 1989, Dumitru Mazilu va fi arestat de Securitate . A doua zi, după căderea regimului Ceaușescu, va fi eliberat din închisoarea din Alexandria unde fusese închis. În aceeași seară va fi desemnat Prim-Vicepreședinte al Consiliului Frontului Salvării Naționale.
16 februarie 1987 - Mișcare de protest la Atelierele Nicolina din Iași, în chiar "Ziua Ceferiștilor", urmată de o manifestatie a studenților din Iași, care au confecționat lozinci și manifeste.
15 noiembrie 1987 - Manifestație muncitorească la uzinele "Steagul Roșu" din Brașov, în ziua alegerilor locale. Mii de persoane traversează orașul scandând lozinci, apoi devastează sediul Comitetului județean de partid, pe fațada căruia scriu lozinci anticomuniste. 62 de muncitori sunt arestați și expulzați în mai multe orașe din țară. Solidarizare cu brașovenii a Doinei Cornea și a fiului său Leontin Juhasz, a unui grup de studenți (Marian Bia) și a unor sindicaliști din Zărnești (Mihai Torje, Marin Brâncoveanu, Marian Lupou), care sunt arestați și anchetați.
Februarie 1987 - Un grup de studenți (Marius Oprea, Sorin Adam Matei, Caius Dobrescu, Sergiu Ștefănescu)  afișează manifeste la facultățile de istorie, medicină și arhitectură.
Martie 1988 - Ileana Mălăncioiu, poetă, demisionează din funcția de redactor la „Viața Românească“, fiindcă i s-a refuzat publicarea integrală a unui articol "cu conținut interpretabil". Volumul ei din 1985, „Urcarea muntelui“, pusese mari probleme cenzurii, înainte de apariție.
Aprilie 1988 - Liviu Cangeopol și Dan Petrescu, intelectuali ieșeni, sunt semnalați de Securitatea locală pentru "atitudini anarho-contestatare" și faptul că lucrau la un material "cu conținut dușmănos privind comunismul", în care sunt sprijiniți printre alții de la București de Mariana Marin, poetă. Cartea va apărea după 1989, sub titlul „Ce-ar mai fi de spus“.
Iulie 1988 - Doamnei Tia Șerbănescu, ziaristă la „România liberă“, i se confiscă la aeroport în momentul când pleca într-o excursie, un caiet cu notații critice la adresa regimului. Este înlăturată din ziaristică, anchetată de Securitate. Continuă notațiile și întreaga experiență va fi povestită în cartea „Femeia din fotografie“, Editura Compania, 2002. Studenții Marius Oprea, Sorin Adam Matei, Caius Dobrescu, Marius Ungureanu sunt anchetați de Securitate pentru organizarea unui grup de discuții anti-comunist la Universitatea București. Sorin Adam Matei și Caius Dobrescu sunt torturați timp de două zile și eliberați după ce figuri din lumea literară (Alexandru Musina, Mircea Nedelciu, etc.) amenință cu anunțarea publică a celor întâmplate.
30 august 1988 - Interzicerea de a publica pentru Ana Blandiana. Cărțile poetei sunt scoase din biblioteci, iar în fața casei este plasată o mașină de supraveghere.
1988 - Cartea lui Stelian Tănase, „Corpuri de iluminat“, este respinsă de cenzură pentru "viziunea sumbră asupra realității actuale, totul apărând ca supus degradării morale, civice și politice". Cartea Smarandei Cosmin, „Aștept provincia“, unde apar "frecvente trimiteri la lipsuri în aprovizionare, căldură etc." respinsa și ea, a fost refăcută integral, de conducerea redacției. Volumul Ioanei Ieronim, Poezii, "lipsit de mesaj contemporan și cu numeroase carențe ideologice", a fost respins. Au apărut, "cu intervenții considerabile, pentru a deveni publicabile": „Drumul cenușii“, de Augustin Buzura, „Semnul ochiului“ de Petre Sălcudeanu, „Scaunul singurătății“, de Fănuș Neagu, „Căderea în lume“ de Constantin Țoiu și „Clopotul scufundat“ de Livius Ciocârlie.
Septembrie 1988 - Incendierea unui arc de triumf, din fața Pavilionului expozițional, care purta efigia lui N. Ceaușescu. Pe statuia lui Lenin din București sunt scrise lozinci anticomuniste. În anii 1988-1989, zeci de tineri bucureșteni și din alte orașe ale țării împart manifeste (Radu Chesaru, Geo Asavei, Vasile Gogea). Mulți sunt arestați și anchetați până la 22 decembrie 1989.
Noiembrie-decembrie 1988 - Aurel Dragoș Munteanu, scriitor și ziarist, scos din presă, alcătuiește o scrisoare de protest adresată Uniunii Scriitorilor difuzată în aceeași zi la „Europa liberă“, apoi dă un interviu lui Dorin Tudoran la Vocea Americii.
26 ianuarie 1989 - Arestarea a trei redactori de la ziarul „România liberă“ (Petre Mihai Băcanu, Mihai Creangă și Anton Uncu), a unui inginer automatist (Ștefan Niculescu Maier) și a unui tipograf (Alexandru Chivoiu) care pregătiseră o publicație ilegală, „România“, cu articole anticeaușiste. Cazul a fost considerat unul dintre cele mai mari succese ale poliției politice iar membrii grupului "R", cu excepția inițiatorului, Petre Mihai Băcanu au fost eliberați condiționat și dispersați în diferite orașe din provincie.
februarie 1989 - Corneliu Vadim Tudor și-a depus carnetul de membru PCR direct pe adresa președintelui Ceaușescu.
2 martie 1989 - Tânărul Liviu Babeș din Brașov își dă foc pe o pârtie de schi de la Poiana Brașov, lăsând scrisă în urma sa lozinca anticomunistă "Stop morder! Brasov = Auschwitz"
6 martie 1989 - Scrisoarea celor șase foști membri ai nomenclaturii de partid (Silviu Brucan, Constantin Pîrvulescu, G.I. Răceanu, Corneliu Mănescu, Gheorghe Apostol, Alexandru Bîrlădeanu) adresată lui Nicolae Ceaușescu.
17 martie 1989 - Publicarea în ziarul francez „Liberation“ a unei scrisori-pamflet la adresa lui Ceaușescu semnată de Mircea Dinescu. Poetul este exclus din partid, dat afară din serviciu și arestat la domiciliu. În 20 martie șapte intelectuali au semnat o scrisoare de solidarizare cu el: Octavian Paler, Dan Haulică, Andrei Pleșu, Alexandru Paleologu, Ștefan Augustin Doinaș, Mihai Șora și Geo Bogza.
Iulie 1989 - Publicarea în Occident a unei scrisori a poetului Dan Deșliu, care este și el arestat la domiciliu. În vara anului 1989 sunt arestați sau anchetați scriitorii Dan Petrescu, Liviu Antonesei și Liviu Cangeopol din Iași, care s-au manifestat prin scrisori și interviuri contra dictaturii lui N. Ceaușescu, și fizicianul Gabriel Andreescu din București. Acesta din urma făcuse să circule, ajungând și la Securitate, o lucrare intitulată „Pentru o filozofie a disidenței“.
17 septembrie 1989 - Moare I.D. Sârbu (deținut politic între 1957-1963), autor al unora dintre cele mai valoroase lucrări de sertar, „Adio Europa“ și „Jurnalul unui jurnalist fără jurnal“, ale căror manuscrise se află azi în Biblioteca LIBRI PROHIBITI de la Praga.
14 decembrie 1989 - O manifestație anti-Ceaușescu, care are loc la Iași, este împrăștiată, iar organizatorii (Cassian Maria Spiridon, Ștefan Prutianu, Titi Iacob și alții) sunt arestați.
16 decembrie 1989 - Începe, la Timișoara, Revoluția Română din 1989.
21 decembrie 1989 - Revoluția continuă la București și în alte orașe din România (Cluj, Sibiu, Brașov). Toate înscrisurile răspândite, scrise și scandate atunci, au fost "dușmănoase". Ele vor apărea într-o carte document „Vom muri și vom fi liberi“, coordonată de Irina Nicolau.
După 1990 încep să apară o serie de lucrări valoroase, documente etc. privind cele două comunisme prin care a trecut România. Notabil este Jurnalul fericirii al lui Nicolae Steinhardt, monahul de la Rohia, o capodoperă a literaturii române confiscată de Securitate și rescrisă din memorie, la care se adaugă o serie de memorii și jurnale (ca, de pildă, Jurnalul intim al scriitoarei Alice Voinescu, cu numeroase referiri la instaurarea regimului comunist și ororile sistemului.